# イ・ヨハン
イ・ヨハン（이요한、19xx年x月xx日 - ）は、韓国のソフトテニス選手。

## 来歴
テグカソリック大学-利川市庁　2010アジア競技大会においてシングルスで金メダルを獲得。

## 四大国際大会戦績
- 2010アジア競技大会　シングルス金メダル　国別対抗団体戦銅メダル
- 2011世界ソフトテニス選手権　シングルス第三位　国別対抗団体戦優勝